# Castell de l'Albagés
Castell de l'Albagés és un castell del municipi de l'Albagés (Garrigues) declarat bé cultural d'interès nacional. És al capdamunt del poble, en la banda nord del carrer del Castell.

## Descripció
Edifici situat al capdamunt del poble, actualment reconvertit en habitatge, fet que ha permès que el cos oriental s'hagi pogut salvar de l'espoli. La construcció principal es troba a la part meridional. Es tracta d'un gran casal de planta rectangular que té l'accés per l'oest i que enllaça amb la torre, de planta rectangular i lleugerament atalussada. Enmig de les dues construccions hi ha una terrassa on encara hi ha una xemeneia de l'habitació que hi hagué en origen. La torre conserva una planta baixa ocupada per una cambra, d'unes dimensions de 3’3 m de llargada, 2’8 m d'amplada i uns 2’5 m d'alçada, i coberta amb volta de mig canó que tenia l'accés pel bell mig. Sobre el paviment d'aquesta estança es troba excavada a la roca mare una sitja d'emmagatzematge.
L'entrada actualment es fa per una porta de cronologia postmedieval, que correspon a tot un mur que va trencar per l'est la volta primitiva. El seu interior ha sofert modificacions que han alterat força la tipologia original. També s'han practicat noves obertures al mur. Destaca una finestra geminada amb arcs lobulats flanquejada per dos escuts de petit format de Poblet, possiblement del segle xiv. Cap al nord, prop el riu Set, hi ha antics murs de defensa que aprofiten el fort pendent damunt del riu. A part de les modificacions medievals n'hi ha de posteriors, que es poden datar vers el segle xvii.

## Història
Els seus orígens es remunten al segle IX o X, quan tant el castell com el lloc pertanyien al regne almoràvit de Lleida. Constava les dues torres quadrangulars, comunicades per un pati interior. Tot el recinte estava emmurallat. El primer cop que apareix documentat és el 1226, any que Guillem de Cervera, com a repoblador, atorgà carta de població a l'Albagés a un grup de nou famílies. El 1314 l'abat de Poblet Andreu de Timor compra el poble per 38000 sous jaquesos. El 1315 en tornem a tenir notícies quan Jaume II l'anomena a la confirmació dels béns del monestir de Poblet. El fogatjament del 1365-1370 indica que el "Loch Dalbages de vall de Reig", amb trenta focs, pertany a l'abat de Poblet. Al tombant dels segles XIV- XV els abats havien convertit la fortalesa islàmica i dels Cervera en un autèntic palau, que en altre temps fou del cellerer o administrador del monestir de Poblet. La guerra dels segadors fou desastrosa per la localitat. El castell és restaurat més tard per l'abat Pere Virgili (1688- 92). El senyoriu del monestir hi continuà fins a l'extinció d'aquest tipus de domini el 1835, a conseqüència del procés de desamortització que van patir les seves possessions.
L'any 2010 Maria Triquell, veïna de l'Albagés i propietària del castell, va cedir la titularitat de la fortalesa al consistori.